# Lioubov Iagodina
Lioubov Iagodina (en russe : Любовь Ягодина) est une ancienne joueuse de volley-ball russe d'origine ukrainienne née le 22 septembre 1977 à Odessa (Ukraine). Elle mesure 1,83 m et jouait au poste de réceptionneuse-attaquante.

## Clubs
| Club                 | De        | À         |
| -------------------- | --------- | --------- |
| Bielsko-Biała        | 2002-2003 | 2004-2005 |
| Voléro Zurich        | 2005-2006 | 2005-2006 |
| CSKA Moscou          | 2006-2007 | 2006-2007 |
| Leningradka          | 2007-2008 | 2008-2009 |
| Universitet Belgorod | 2009-2009 | 2009-2009 |
| Dinamo Moscou        | 2009-2010 | 2010-2011 |
| Ouralotchka NTMK     | 2011-2012 | 2011-2012 |
| Dinamo Moscou        | 2012-2013 | 2012-2013 |
| Leningradka          | jan 2014  | mai 2014  |

## Palmarès
- Championnat de Pologne
  - Vainqueur : 2003, 2004.
- Coupe de Pologne
  - Vainqueur : 2004.
- Championnat de Suisse
  - Vainqueur : 2006.
- Coupe de Suisse
  - Vainqueur : 2006.
- Championnat de Russie
  - Finaliste : 2007, 2010, 2013.
- Coupe de Russie
  - Vainqueur : 2009.
  - Finaliste : 2012.